# Równina Górna
Równina Górna (deutsch Adlig Ober Plehnen, auch: Ober Plehnen) ist ein kleiner Ort in der polnischen Woiwodschaft Ermland-Masuren und gehört zur Gmina Korsze (Stadt- und Landgemeinde Korschen) im Powiat Kętrzyński (Kreis Rastenburg).

## Geographische Lage
Równina Górna liegt östlich der Guber in der nördlichen Mitte der Woiwodschaft Ermland-Masuren, 13 Kilometer nordwestlich der Kreisstadt Kętrzyn (deutsch Rastenburg). 700 Meter weiter westlich befindet sich der Nachbarort Równina Dolna ([Adlig] Unter Plehnen).

## Geschichte
Der um 1785 Ober Plöhnen und nach 1871 Adlig Ober Plehnen genannte kleine Ort bestand im Wesentlichen aus einem großen Gut. Er gehörte zum Amtsbezirk Paaris (polnisch Parys) im Kreis Rastenburg in der preußischen Provinz Ostpreußen.
Am 30. September 1928 wurde aus den Gutsbezirken Adlig Ober Plehnen, Adlig Unter Plehnen (polnisch Równina Dolna) und Sdunkeim (Saduny) die neue Landgemeinde Plehnen gebildet. Am 23. Mai 1929 wurde diese (ohne das Vorwerk Schatten – polnisch: Szaty, nicht mehr existent) aus dem Amtsbezirk Paaris in den Amtsbezirk Dönhofstädt (polnisch Drogosze) umgegliedert.
1945 kam Adlig Ober Plehnen in Kriegsfolge mit dem gesamten südlichen Ostpreußen zu Polen und erhielt die polnische Namensform „Równina Górna“. Heute ist es eine kleine Siedlung (polnisch Osada) im Verbund der Stadt- und Landgemeinde Korsze (Korschen) im Powiat Kętrzyński (Kreis Rastenburg), bis 1998 der Woiwodschaft Olsztyn, seither der Woiwodschaft Ermland-Masuren zugehörig.

### Einwohnerzahlen
| Jahr | Anzahl |
| ---- | ------ |
| 1820 | 109    |
| 1885 | 135    |
| 1905 | 165    |
| 1910 | 131    |

## Kirche
Bis 1945 war Adlig Ober Plehnen in die evangelische Kirche Lamgarben (polnisch Garbno) in der Kirchenprovinz Ostpreußen der Kirche der Altpreußischen Union sowie in die katholische Kirche Korschen (Korsze) im Bistum Ermland eingepfarrt. Heute gehört Równina Górna katholischerseits zur Pfarrei Garbno im jetzigen Erzbistum Ermland sowie evangelischerseits zur Pfarrei in Kętrzyn in der Diözese Masuren der Evangelisch-Augsburgischen Kirche in Polen.

## Gut Ober Plehnen
Eigentümer des 414 Hektar großen Gutes Ober Plehnen war von 1886 bis 1911 der im Jahr 1872 aus Dänemark nach Ostpreußen eingewanderte Hans-Jørgen Rasmussen-Bonne (1848–1913), in den 1920er Jahren die Familie Hahlweg. Heute sind die Anlagen in Privatbesitz. Das Landhaus in spätklassizistischem Stil (Baujahr 1889) ist eingeschossig mit Viertelgeschoss. Es verfügte über eine große Glasveranda. Der alte Gutspark ist verwildert.

## Verkehr
Równina Górna liegt an einer Nebenstraße, die die beiden Woiwodschaftsstraßen DW 590 und DW 592 (einstige deutsche Reichsstraße 135) bei Wilkowo Wielkie (Groß Wolfsdorf) bzw. Garbno (Lamgarben) miteinander verbindet. Eine von Warnikajmy (Warnikeim) kommende Nebenstraße endet in Równina Górna.
Eine Anbindung an den Bahnverkehr existiert nicht.